# Обсерваторія Архенгольда
Обсерваторія Архенгольда (нім. Archenhold-Sternwarte) — публічна астрономічна обсерваторія, заснована 1896 року в берлінському окрузі Трептов-Кепенік. Обсерваторію названо на честь астронома Фрідріха Сімона Архенгольда. Найстаріша і найбільша в Німеччині громадська обсерваторія. З 2002 року обсерваторія входить до складу Німецького технічного музею Берліна.

## Керівники обсерваторії
У 1896 році керівництво обсерваторією на себе взяв астрономічний клуб «Verein Treptow-Sternwarte e. V. », а його керівники були за сумісництвом керівниками обсерваторії.
- 1896—1938 рр. — Фрідріх Сімон Архенгольд
- 1948—1976 рр. — Дідріх Ватенберг[de]
- 1976—2005 рр. — Дітер Герман[de]
- 2005—2009 рр. — Klaus Staubermann
- З 2009 — Felix Luhning

## Історія обсерваторії
Ініціаторами створення обсерваторії виступили Вільгельм Юліус Ферстер і Макс Вільгельм Мейєр.
Обсерваторія повинна була стати тимчасовою експозицією в межах промислової виставки в Берліні в 1896 році, але на честь 25-річчя Берліна в ролі столиці Рейху було вирішено встановити постійну публічну обсерваторію. Обсерваторію було відкрито для публіки 1 травня 1896 року під назвою Трептівська обсерваторія. В обсерваторії було створено найдовший на той момент у світі телескоп (фокусна відстань 21 метр) на основі проєкту Архенгольда. Число відвідувачів-спостерігачів постійно зростало: від 23 000 (1897 р.), з 1899 по 1930-і роки щорічно спостерігали близько 60 000 осіб. В 1946 році обсерваторію було перейменовано на честь Фрідріха Архенгольда. Телескоп було виведено з експлуатації на час ремонту з 1958 по 1983 рік. Зараз телескоп працює.

## Інструменти обсерваторії
- Великий рефрактор (D = 68 см, F = 21 м), вага рухомої частини = 130 тонн. Пам'ятник архітектури з 1967 року. Повністю в робочому стані. Проводяться нічні візуальні спостереження.
- Невеликий планетарій Цейс.
- Кабінет сонячної фізики: целостат для побудови зображення Сонця в інтегралі, H-alpha і спектру (1965 р.).
- Цейсцівській Кассегрен (D = 50 см, F = 7500 мм).
- Рефрактор Куде (D = 15 см, F = 2250 мм).
- Астрограф (D = 12 см, F = 600 мм).
- Рефрактор Уранія (переданий з обсерваторії Urania (наукове товариство), створений в 1888 році).
- Кометошукач (D = 25 см, F = 1620 мм)
- Рефлектор (D = 25 см, F = 1978 мм)

## Напрями досліджень
- Популяризація астрономії: музей, виставки, лекції, публічні спостереження
- Спостереження: місячні затемнення, Нова Лебедя 1903 року, комети, астероїди.

## Основні досягнення
- 107 астрономічних вимірів опубліковано з 1992 по 2001 рік[1].
- У цій обсерваторії 2 червня 1915 року Альберт Ейнштейн прочитав свою першу публічну лекцію про теорію відносності.
- В обсерваторії встановлено найдовший у світі рухомий рефрактор (21 метр).